# Chloroperla tripunctata
Chloroperla tripunctata is een steenvlieg uit de familie borstelsteenvliegen (Perlidae). De wetenschappelijke naam van de soort is, oorspronkelijk geplaatst in het geslacht Phryganea, voor het eerst geldig gepubliceerd in 1763 door Giovanni Antonio Scopoli.
De lichaamslengte is 7 tot 10 millimeter. De vliegtijd is van april tot september.
De soort komt voor in een groot deel van Europa, waaronder Nederland en België.